# Torneo de Hamburgo 2018
El German Tennis Championships 2018 presented by Kampmann fue un torneo de tenis perteneciente al ATP Tour 2018 en la categoría ATP World Tour 500. El torneo tuvo lugar en la ciudad de Hamburgo (Alemania) desde el 23 hasta el 29 de julio de 2018 sobre tierra batida.

## Distribución de puntos
| Modalidad            | Campeón | Finalista | Semifinales | Cuartos de final | 2.ª ronda | 1.ª ronda | Clasificados | 2.ª ronda de clasificación | 1.ª ronda de clasificación |
| Individual masculino | 500     | 330       | 200         | 100              | 50        | 0         | 25           | 13                         | 0                          |
| Dobles masculino     | 500     | 300       | 180         | 90               | –         | –         | 45           | 25                         | 0                          |

## Cabezas de serie

### Individuales masculino
| Tenista               | Ranking | Preclasificados |
| Dominic Thiem         | 9       | 1               |
| Diego Schwartzman     | 12      | 2               |
| Pablo Carreño         | 13      | 3               |
| Damir Džumhur         | 23      | 4               |
| Philipp Kohlschreiber | 24      | 5               |
| Marco Cecchinato      | 27      | 6               |
| Richard Gasquet       | 29      | 7               |
| Fernando Verdasco     | 33      | 8               |

- Ranking del 16 de julio de 2018.[2]

### Dobles masculino
| Tenista                      | Ranking | Preclasificados |
| Oliver Marach Mate Pavić     | 5       | 1               |
| Nikola Mektić Alexander Peya | 42      | 2               |
| Raven Klaasen Michael Venus  | 45      | 3               |
| Pablo Cuevas Marc López      | 50      | 4               |

## Campeones

### Individual masculino
Nikoloz Basilashvili venció a  Leonardo Mayer por 6-4, 0-6, 7-5

### Dobles masculino
Julio Peralta /  Horacio Zeballos vencieron a  Oliver Marach /  Mate Pavić por 6-1, 4-6, [10-6]